# Bolboschoenus nobilis
Bolboschoenus nobilis är en halvgräsart som först beskrevs av Henry Nicholas Ridley, och fick sitt nu gällande namn av Paul Goetghebeur och David Alan Simpson. Bolboschoenus nobilis ingår i släktet Bolboschoenus och familjen halvgräs. Inga underarter finns listade i Catalogue of Life.